# Спасо-Преображенський собор (Болград)
Спасо-Преображенський собор — собор у місті Болграді Одеської області, збудований у 1833–1838 роках. Одна із шести історичних споруд у Болграді, яка відзначеніа емблемою «Блакитний щит» в рамках міжнародного гуманітарного права. Це вказує на важливість памʼятки та забезпечує їй додаткових захист як об'єкту культурної спадщини. 

## Історія
Храм будувала болгарська громада, що становила у місті більшість. Зведення храму розпочато 1833 року за проєктом архітектора Авраама Мельникова, а завершено 1838 року. Площа храму — 2000 м². Будівництво коштувало 750 тисяч рублів асигнаціями й усі ці кошти зібрала місцева громада без допомоги держави. Після завершення будівництва імператор Микола I подарував кафедральному собору 12 дзвонів різного звучання, серед яких і головний дзвін на дзвіницю храму.

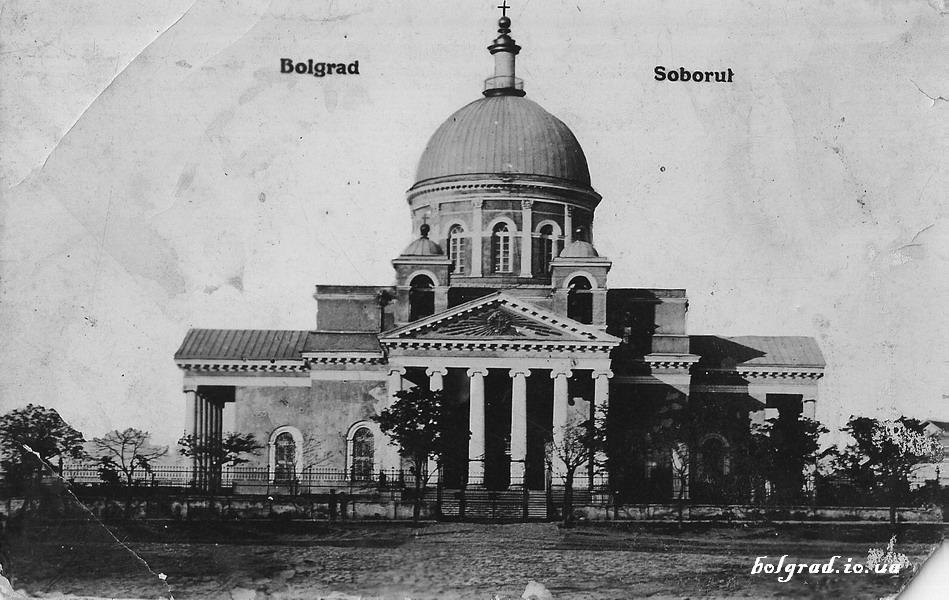
Вигляд собору до 1941 року

З моменту освячення собору служба проводилась болгарською, потім румунською, церковно-слов'янською мовою з російською простонародною вимовою. Вівтар храму зберігав царський указ від 29 грудня 1819 року, у якому були наведені привілеї болгарським переселенцям. Для болгар цей собор за своїм значенням дорівнює собору Святого Олександра Невського в Софії.
Трипрестольний Преображенський собор має висоту 50 метрів. Це масивна хрестовокупольна споруда, складена з блоків місцевого вапняку-черепашнику.

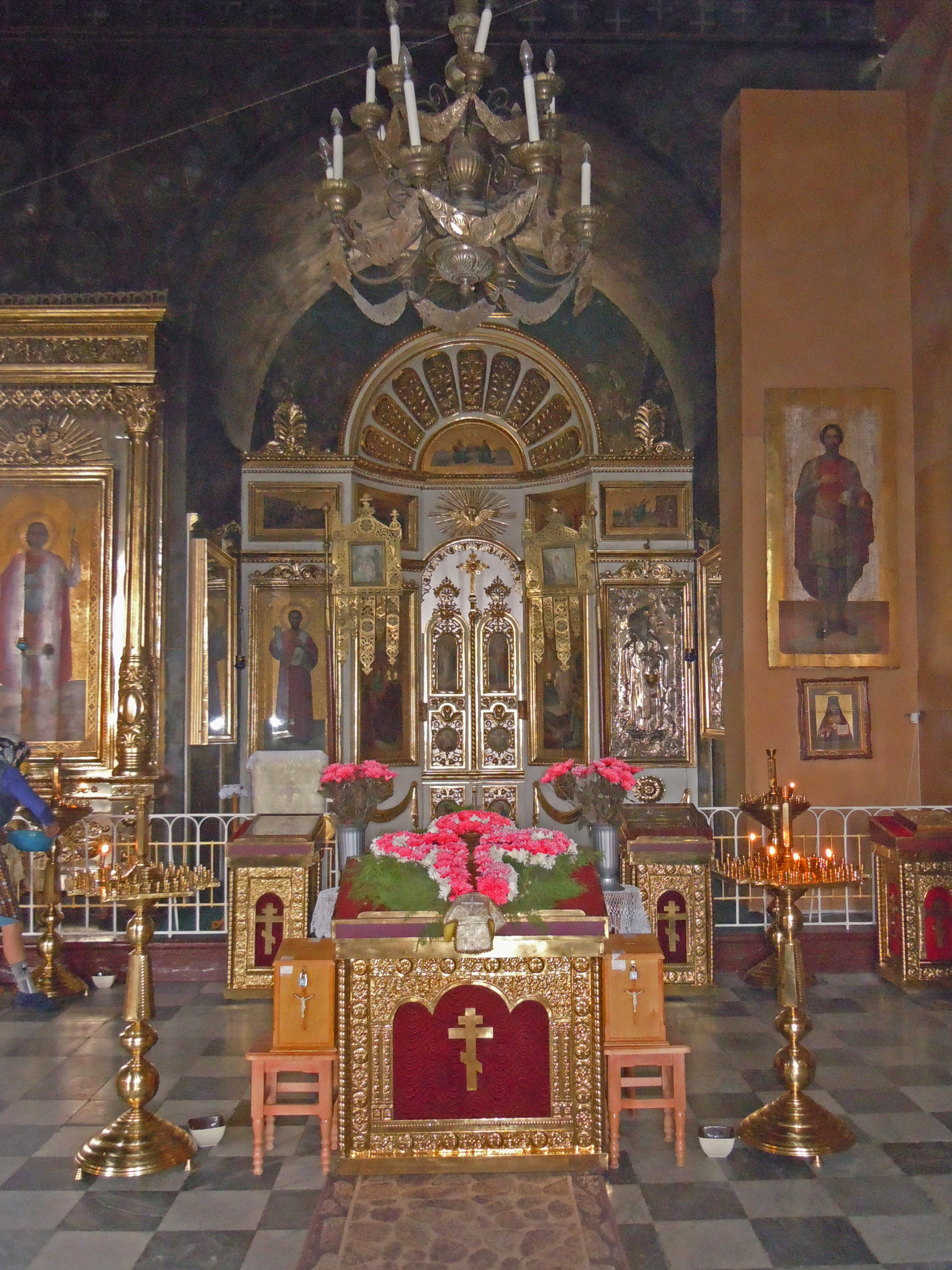
Інтер'єри собору

Інтер'єри собору у 1912–1914 роках розписував Павло Піскарьов, який у той самий час працював і в Свято-Покровському соборі Ізмаїла. Відповідно до давньої православної традиції, автор зобразив у куполі Спасителя-Вседержителя із хрестом у руках, що спрямовує на шлях істини. У простінках вікон підкупольного барабана художник намалював образи дванадцяти апостолів, у вітрилах — євангелістів, а на стінах і склепіннях — сцени зі Старого і Нового Заповітів. Тоді ж вирізьбили і вкрили сухозліткою іконостас головного вівтаря собору, а бічні іконостаси (північний — архістратига Михайла і південний — святого Іоанна предтечі) зробили ще в XIX ст.
2001 року розпочато реконструкцію собору. 22 березня 2004 року відбулося освячення і підняття нового дзвону Благовіст на дзвіницю собору.

### Пожежа
26 січня 2012 року близько 7:00 в храмі спалахнула пожежа, близько 9:00 завалився купол собору, об 11:00 вогонь було локалізовано, але ще не загашено остаточно, тому через вітер він розповсюдився знову. Остаточно пожежу ліквідовано в другій половині дня. Загальна площа пожежі склала близько 500 м². 
На реставрацію Спасо-Преображенського Собору в Болграді було виділено з держбюджету 2,5 млн гривень.
Реставраційні роботи тривали з грудня 2015 року до квітня 2018 року. У квітні собор відновив роботу, а 19 серпня відзначив 180-ту річницю від дня заснування храму.